# V-레이

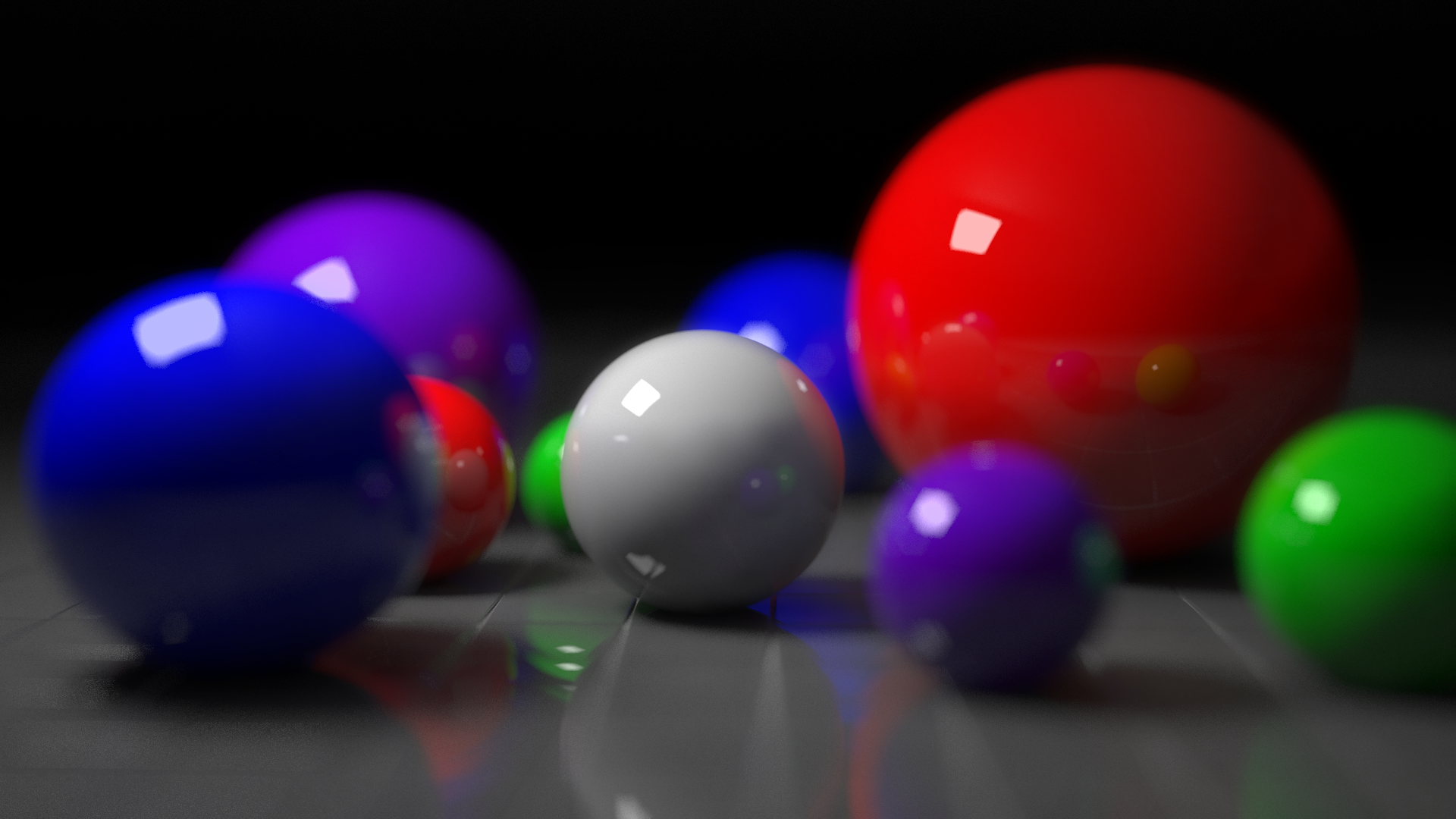
라이노세로스 3D용 V-레이를 사용하여 만든 렌더.

V-레이(V-Ray)는 3차원 컴퓨터 그래픽스 소프트웨어를 위한 상용 렌더링 플러그인이다. 1997년에 설립된 불가리아 소피아에 위치한 불가리아 회사 Chaos Group이 개발하였다. V-레이는 미디어, 엔터테인먼트, 또 영화 및 비디오 게임 개발과 같은 디자인 산업, 그리고 산업 디자인, 제품 디자인, 건축에 사용된다. 이 기업의 최고 아키텍트는 Peter Mitev와 Vladimir Koylazov이다.

## 개요
V-레이는 글로벌 일루미네이션 알고리즘을 사용하는 렌더린 엔진의 하나로, 패스 트레이싱, 포톤 매핑, 방사 맵(irradiance map), 직접 연산 글로벌 일루미네이션을 포함한다.
V-레이가 지원하는 데스크톱용 3차원 애플리케이션은 다음과 같다:
- 3ds 맥스
- 오토데스크 레빗[2]
- 시네마 4D
- 마야
- 모도
- 누크
- 라이노세로스
- 스케치업
- 소프트이미지
- 블렌더

V-레이의 아카데믹 버전과 독립형 버전 또한 구매가 가능하다.

## 참고 문헌
- Francesco Legrenzi, V-Ray - The Complete Guide, 2008
- Markus Kuhlo and Enrico Eggert, Architectural Rendering with 3ds Max and V-Ray: Photorealistic Visualization, Focal Press, 2010
- Ciro Sannino, Photography and Rendering with V-Ray, GC Edizioni, 2012
- Luca Deriu, V-Ray e Progettazione 3D, EPC Editore, 2013